# Кардашьян, Хлои
Хло́и Алекса́ндра Кардашья́н (англ. Khloé Alexandra Kardashian; род. 27 июня 1984 года, Лос-Анджелес, Калифорния, США) — американская телевизионная персона, бизнесвумен и предприниматель. Участница реалити-шоу «Семейство Кардашьян». Её успех привел к созданию спин-оффов, в том числе Kourtney and Khloé Take Miami (2009—2013) и Kourtney and Khloé Take The Hamptons (2014—2015).

## Биография
Хлои Кардашьян родилась в Лос-Анджелесе, выросла в Беверли-Хиллз, Калифорния. Имеет армянские корни (со стороны отца), шотландские и голландские корни со стороны матери. На одном сайте её сестра Ким сказала, что она наполовину армянка (на четверть из армян Османской империи и на четверть из российских), на четверть шотландка и на четверть голландка..
Хлои — 3-я дочь известного адвоката Роберта Кардашьяна и светской львицы Крис Дженнер. Мать Хлои подала на развод в 1989 году и вновь вышла замуж за известного бывшего легкоатлета олимпийского чемпиона в десятиборье Брюса Дженнера в 1991 году, из за чего Хлои часто тосковала по отцу и тяжело пережила развод родителей..
У Хлои есть две сестры, Кортни и Ким, и брат Роб, Также у Хлои есть сводные братья Бартон Дженнер, Брендон Дженнер и Броуди Дженнер; сводная сестра Кейси Дженнер и единоутробные сестры Кендалл и Кайли Дженнер (1995 и 1997 г.р.).

## Карьера
Вместе с сёстрами Ким и Кортни владела и управляла бутиками женской одежды DASH в пригороде Лос-Анджелеса, Нью-Йорке и Майами с 2006 по 2018 год. В 2009 Хлои с сестрами совместно с Ассоциацией натуральных продуктов создали зубную отбеливающую щетку под названием Idol White. Кардашьян появилась в одной из компаний PETA под лозунгом «Я лучше буду ходить голой, чем носить мех» («I’d Rather Go Naked Than Wear Fur»).
В 2007 была приглашена на одну из главных ролей в реалити-шоу о своей семье «Keeping Up with the Kardashians». Также появлялась в нескольких сериалах, играя саму себя.
Имеет более ста миллионов подписчиков на своём аккаунте в Instagram.

## Личная жизнь

### Отношения
С июля 2008 по январь 2009 года Кардашьян встречалась с баскетболистом Рашадом МакКантс
27 сентября 2009 года Кардашьян вышла замуж за бывшего профессионального баскетболиста клуба «Лос-Анджелес Лейкерс» Ламара Одома. . Их свадьба состоялась спустя ровно месяц с момента их знакомства на вечеринке Метт Уорлд Пис, выступающего в одной команде с Одомом.
В декабре 2013 года Кардашьян подала на развод из-за его многочисленных измен и проблем в зависимостями. В книге Ламара Одома «Тьма к свету» бывший баскетболист признается, что употреблять кокаин начал в 2004 году вскоре после того, как его обменяли в «Лос-Анджелес Лейкерс» на Шакила О’Нила,  а уже в 2005-м у него случилась первая передозировка. Также по словам Одома у него была сексуальная зависимость, интимная связь была с более чем двумя тысячами женщин. В 2012-м Хлои обнаружила мужа в легендарном голливудском отеле Roosevelt с двумя стриптизёршами, алкоголем и наркотиками.
Все это стало причиной их развода, а он в свою очередь стал катализатором второй передозировки Одома в 2015 году. Накануне 14 октября 2015 года Одом был найден в бессознательном состоянии в одном из публичных домов штата Невада. Спортсмен в критическом состоянии был срочно госпитализирован в одну из местных клиник, где впал в кому и куда незамедлительно приехала Хлои и продолжала оставаться столько, сколько понадобилось. Несколько лет спустя, подытожив 2015 год, Одом сказал: «В 2015 году я перенес 12 инсультов и 6 инфарктов. Все мои врачи при виде меня говорят, что я ходячее чудо». Окончательно развод был оформлен в декабре 2016 года
С января по декабрь 2014 года Кардашьян встречалась с рэпером French Montana.
С 2015 по 2016 год Кардашьян встречалась с баскетболистом Джеймсом Харденом
С 2016 года Кардашьян встречалась с канадским профессиональным баскетболистом клуба «Лос-Анджелес Лейкерс» из НБА Тристаном Томпсоном  В марте 2017 года Тристан познакомил Хлои со своей семьей. В декабре 2017 года звезда на своей странице в Инстаграм подтвердила многочисленные слухи о беременности трогательным черно-белым фото и подписью «Сбылась моя заветная мечта! У нас будет ребенок!...».
12 апреля 2018 года Хлои родила дочь — Тру Томпсон, а за несколько дней до этого вскрылись фото и видео многочисленных измен Томпсона, в том числе со стриптизершей Лани Блэр. После публикации шокирующих новостей роды Хлои начались на две недели раньше положенного срока, но несмотря на это Томпсону разрешили на них присутствовать. После рождения первенца весь клан Кардашьян-Дженнер, кроме Хлои отвернулся от Тристана, который неоднократно пытался наладить отношения со звездой. И ему это удавалось вплоть до февраля 2019 года, когда последнего уличили в измене с Джордин Вудс — лучшей подругой младшей сестры Хлои, Кайли Дженнер, что стало последней каплей. Семейство Кардашьян одномоментно оборвало все связи с девушкой, однако спустя некоторое время Джордин прошла детектор лжи, который оправдал девушку в глазах общественности и самой Хлои подтвердив, что ничего кроме поцелуя молодых людей не связывало.
Хлои и Тристан остаются в хороших отношениях по сей день, а после пандемии в 2019-2020 года, вызванной коронавирусной инфекцией COVID-19, и вовсе решили возобновить отношения. Из-за проблем со здоровьем и невозможности выносить ещё одного ребёнка, в конце 2021 года Хлои решается воспользоваться услугами суррогатного материнства, отцом ребёнка становится Томпсон. Однако уже в январе 2022 года общественность взбудораживает новость о ещё одном рождённом от Томпсона ребёнке - фитнес-модель Морале Николс заявила, что после связи с Тристаном девушка забеременела и в декабре 2021 года родила ребёнка. Впоследствии эти заявления подтвердил ДНК-тест на отцовство ребёнка, проведенный в рамках судебного разбирательства Николс против Томсона. Также известно, что Томпсон пытался откупиться от девушки 75 тысячами долларов, он хотел, чтобы она сделала аборт и молчала о произошедшем, так как последний тогда ещё находился в отношениях с Хлои. Согласно заявлениям девушки, их роман длился пять месяцев, а ребёнок был зачат в Хьюстоне, штат Техас, в день 30-летия Томпсона, на котором также присутствовала Хлое с их трехлетней дочерью.
Спустя несколько месяцев, в январе 2022 года Хлои и вовсе отказалась принимать Томпсона в её особняк в Хидден-Хиллз, заявив что больше не желает видеть его в своем доме и жить с ним под одной крышей.
Так как процесс суррогатного материнства был уже запущен, 28 июля 2022 года у бывшей пары родился сын - Татум Роберт Томпсон.

### Религия
Кардашьян - христианка и каждый день читает молитву себе и своей «гламурной команде». Она интересуется теологией и любит ходить в церковь. В апреле 2015 года она стала крестной матерью своей племянницы Норт Уэст. Ребёнок был крещен в Армянской Апостольской церкви в соборе Святого Иакова в Иерусалиме.

### Активизм
Кардашьян поддерживает признание Геноцида армян и посетила Цицернакаберд, мемориал жертвам в Ереване.
В октябре 2020 года Кардашьян высказалась в поддержку непризнанной НКР и армян, осудив участие Азербайджана во Второй Карабахской войне. Она участвовала в телемарафоне по сбору средств в ArmeniaFund и призвала зрителей, чтобы те пожертвовали деньги в фонд.

### Проблемы со здоровьем
В 2001 году Кардашьян получила черепно-мозговую травму в автокатастрофе. Она разбила лобовое стекло и получила сильное сотрясение мозга, вызвавшее долговременную потерю памяти.
Начиная с учёбы в шестом классе, Кардашьян страдает мигренью. Став взрослой, она стала представителем фармацевтического препарата от мигрени Nurtec ODT, который, по её словам, помог ей.
28 октября 2020 года Кардашьян разместила в социальных сетях видео, в котором рассказала, что у неё диагностировали COVID-19. В видео она сказала: «Я страдаю мигренью, но это была самая сумасшедшая головная боль».
29 октября 2021 года Кардашьян объявила в Твиттере, что она и её трёхлетняя дочь Тру получили положительный результат на COVID-19. Написав в Твиттере, Кардашьян сказала: «Правда, и у меня был положительный результат на Covid. Мне пришлось отменить несколько обязательств, и мне жаль, что я не смогу это сделать. К счастью, я была вакцинирована, так что все будет в порядке».
В октябре 2022 года Кардашьян сообщила о диагностированном у неё раке кожи и рассказала, что ей удалили опухоль с щеки, первоначально предположив, что это прыщ. Ранее Кардашьян страдала меланомой и ей удалили опухоль со спины, когда ей было 19 лет.

### Проблемы с законом
4 марта 2007 года была арестована за вождение в нетрезвом виде. 18 июля 2008 года попала в тюрьму за нарушение испытательного срока. Её приговорили к 30 дням тюремного заключения и принудительному посещению программы по лечению алкоголизма на 3 недели после освобождения. Но была освобождена через 3 часа из-за переполненности тюрьмы.
В декабре 2011 года против Кардашьян подала в суд женщина, которая утверждала, что Кардашьян и ещё 10 человек напали на неё возле ночного клуба в декабре 2009 года.
В марте 2012 года Кардашьян и её сестры Кортни и Ким были названы в коллективном иске на 5 миллионов долларов против QuickTrim, добавки для похудения, которую они одобряют. Жалоба, поданная в окружной суд США Южного округа Нью-Йорка, обвиняет Кардашьян (вместе с производителем QuickTrim, Windmill Health Products, розничным продавцом GNC и другими участниками цепочки продаж и маркетинга) в ложных данных. Истцы из нескольких штатов подали иски в соответствии с законами о защите прав потребителей своих штатов.

## Фильмография

### Реалити-шоу
| Год         | Русское название          | Оригинальное название              | Роль             |
| ----------- | ------------------------- | ---------------------------------- | ---------------- |
| 2007 - 2021 | Семейство Кардашьян       | Keeping Up with the Kardashians    | Играет саму себя |
| 2009-2013   | Кортни и Хлои в Майами    | Кourtney and Кhloe take Miami      | Играет саму себя |
| 2011-2012   | Хлои и Ламар              | Khloé & Lamar                      | Играет саму себя |
| 2011-2012   | Кортни и Ким в Нью-Йорке  | Kourtney and Kim Take New York     | Играет саму себя |
| 2014-2015   | Кортни и Хлои в Хэмптонсе | Kourtney & Khloé Take the Hamptons | Играет саму себя |
| 2015        | Я Кейт                    | I Am Cait                          | Играет саму себя |
| 2015        | Кукольный дом             | Dash Dolls                         | Играет саму себя |
| 2016        | Роб и Чайна               | Rob & Chyna                        | Играет саму себя |

### Сериалы
| Год  | Русское название                     | Оригинальное название    | Роль  |
| ---- | ------------------------------------ | ------------------------ | ----- |
| 2010 | Беверли-Хиллз 90210: Новое поколение | 90210                    | Камео |
| 2011 | Закон и порядок: Лос-Анджелес        | Law & Order: Los Angeles | Камео |
| 2014 | Дорогой доктор                       | Royal Pains              | Камео |
| 2016 | Основы студенческого юмора           | CollegeHumor Originals   | Камео |

### Фильмы
| Год  | Русское название   | Оригинальное название | Роль          |
| 2016 | Образцовый самец 2 | Zoolander 2           | Камео (голос) |

### Телеведущая
| Год                | Русское название            | Оригинальное название              | Роль      |
| ------------------ | --------------------------- | ---------------------------------- | --------- |
| 2012               | Х-Фактор                    | X-Factor                           | Саму себя |
| 2016               | Коктейли с Хлои             | Kocktails with Khloé               | Саму себя |
| 2017 - наст. время | Месть тела с Хлои Кардашьян | Revenge Body with Khloé Kardashian | Саму себя |